# Something Rotten!
Something Rotten! è un musical commedia con libretto di John O'Farrell e Karey Kirkpatrick e musiche e testi di Karey e Wayne Kirkpatrick. Ambientato nel 1595, la storia segue i fratelli Bottom, Nick e Nigel, che tentano di ottenere successo nel mondo del teatro, competendo con l'autore loro contemporaneo ed egemone, William Shakespeare.
Something Rotten! apre a Broadway al St. James Theatre con anteprime dal 23 marzo 2015 e prima ufficiale il 22 aprile. Diretto e coreografato da Casey Nicholaw, la scenografia è di Scott Pask, i costumi di Gregg Barnes e le luci di Jeff Croiter.